# Cleveland Cavaliers 2010-2011
La stagione 2010-11 dei Cleveland Cavaliers fu la 41ª nella NBA per la squadra.

## Trattative

### Mercato free agent

#### Acquisti

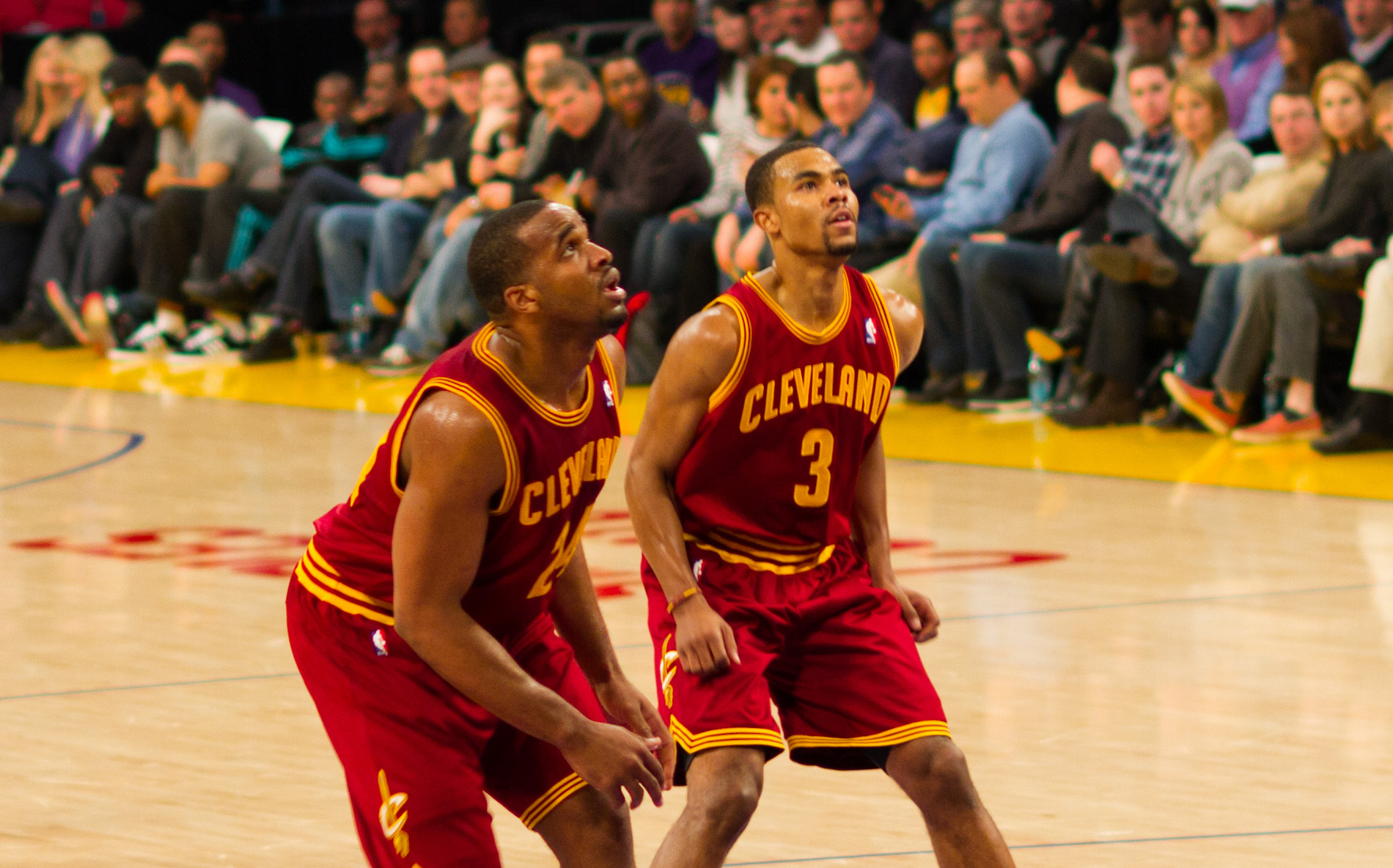
Da sinistra Samardo Samuels e Ramon Sessions.

| Giocatore       | Modalità                   | Provenienza          |
| --------------- | -------------------------- | -------------------- |
| Joey Graham     | Free Agent                 | Denver Nuggets       |
| Samardo Samuels | Rookie non scelto al draft | Louisville Cardinals |
| Manny Harris    | Rookie non scelto al draft | Michigan Wolverines  |
| Alonzo Gee      | Free Agent                 | Washington Wizards   |

#### Partenze
| Giocatore          | Modalità   | Destinazione   |
| ------------------ | ---------- | -------------- |
| Žydrūnas Ilgauskas | Free Agent | Miami Heat     |
| Shaquille O'Neal   | Free Agent | Boston Celtics |
| Danny Green        | Tagliato   | Free agent     |
| Jawad Williams     | Tagliato   | Free agent     |
| Leon Powe          | Tagliato   | Free agent     |

### Scambi
| 9 luglio, 2010    | Ai Cleveland Cavaliers Seconda scelta 2011 Seconda scelta 2012 Prima scelta 2013 Prima scelta 2015 Trade exception | Ai Miami Heat LeBron James                               |
| 26 luglio, 2010   | Ai Cleveland Cavaliers Ramon Sessions Ryan Hollins Seconda scelta futura                                           | Ai Minnesota Timberwolves Delonte West Sebastian Telfair |
| 24 febbraio, 2011 | Ai Cleveland Cavaliers Baron Davis Prima scelta 2011                                                               | Ai Los Angeles Clippers Mo Williams Jamario Moon         |
| 24 febbraio, 2011 | Ai Cleveland Cavaliers Semih Erden Luke Harangody                                                                  | Ai Boston Celtics Seconda scelta 2013                    |

## Roster

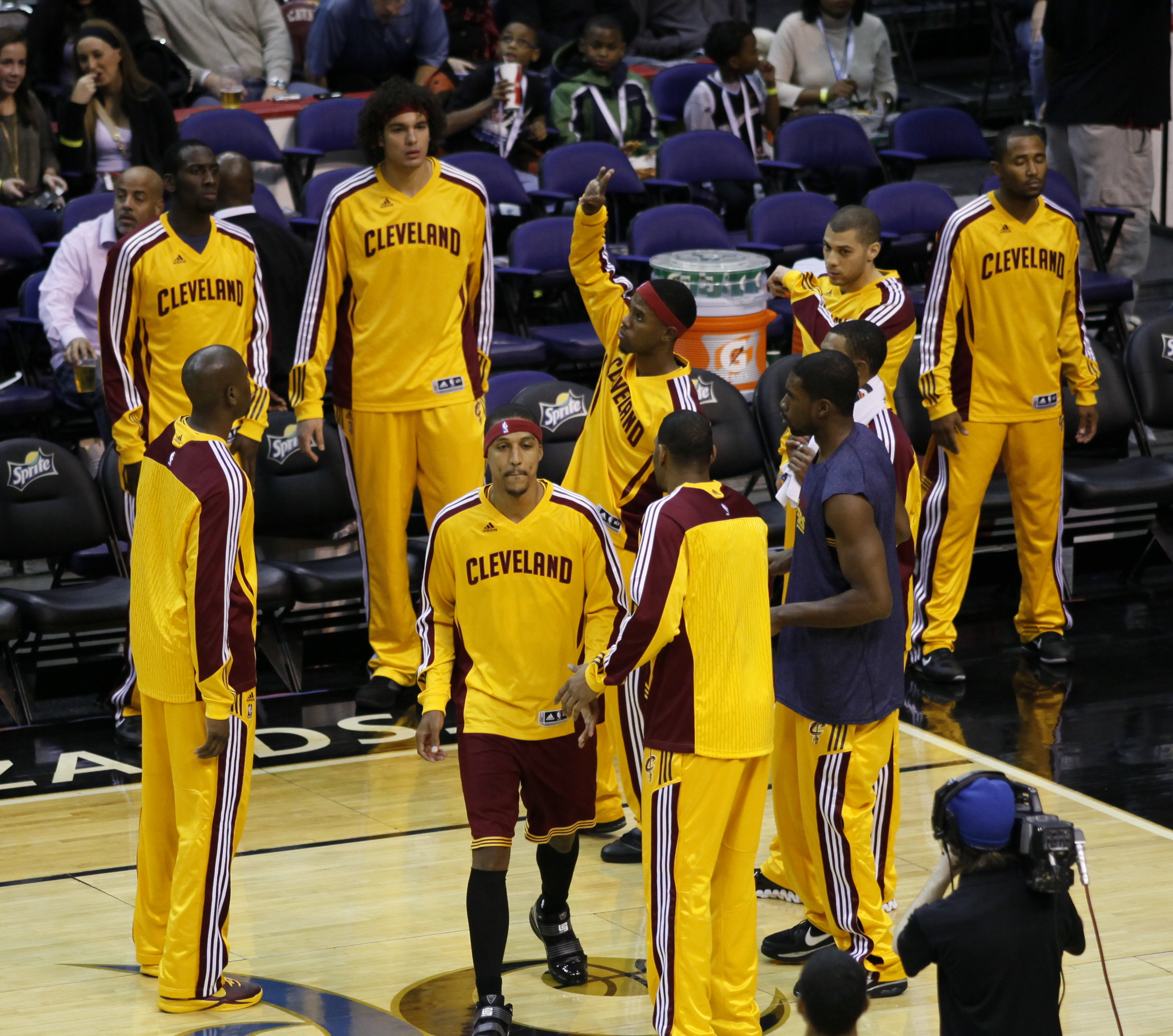
Presentazione dei Cavs al Verizon Center il 6 novembre 2010

| N° | Naz.                    | Ruolo | Sportivo         | Anno | Alt. | Peso |
| -- | ----------------------- | ----- | ---------------- | ---- | ---- | ---- |
| 1  | Stati Uniti (bandiera)  | G     | Daniel Gibson    | 1986 | 188  | 91   |
| 2  | Stati Uniti (bandiera)  | G     | Mo Williams      | 1982 | 185  | 84   |
| 3  | Stati Uniti (bandiera)  | G     | Ramon Sessions   | 1986 | 191  | 86   |
| 4  | Stati Uniti (bandiera)  | AG    | Antawn Jamison   | 1976 | 206  | 107  |
| 5  | Stati Uniti (bandiera)  | C     | Ryan Hollins     | 1984 | 213  | 104  |
| 6  | Stati Uniti (bandiera)  | G     | Manny Harris     | 1989 | 196  | 84   |
| 8  | RD del Congo (bandiera) | AP    | Christian Eyenga | 1989 | 198  | 95   |
| 9  | Turchia (bandiera)      | C     | Semih Erden      | 1986 | 214  | 109  |
| 12 | Stati Uniti (bandiera)  | A     | Joey Graham      | 1982 | 201  | 102  |
| 15 | Stati Uniti (bandiera)  | A     | Jamario Moon     | 1980 | 203  | 93   |
| 17 | Brasile (bandiera)      | AG    | Anderson Varejão | 1982 | 211  | 118  |
| 18 | Stati Uniti (bandiera)  | G     | Anthony Parker   | 1975 | 198  | 98   |
| 21 | Stati Uniti (bandiera)  | AG    | J.J. Hickson     | 1988 | 206  | 110  |
| 24 | Giamaica (bandiera)     | AG    | Samardo Samuels  | 1989 | 206  | 99   |
| 31 | Stati Uniti (bandiera)  | G     | Jawad Williams   | 1983 | 206  | 99   |
| 33 | Stati Uniti (bandiera)  | AP    | Alonzo Gee       | 1987 | 198  | 99   |
| 44 | Stati Uniti (bandiera)  | AG    | Luke Harangody   | 1988 | 201  | 114  |
| 44 | Stati Uniti (bandiera)  | A     | Leon Powe        | 1984 | 203  | 109  |
| 85 | Stati Uniti (bandiera)  | G     | Baron Davis      | 1979 | 191  | 98   |

## Staff tecnico
- Allenatore: Byron Scott
- Vice-allenatori: Paul Pressey, Chris Jent, Jamahl Mosley, Joe Prunty
- Preparatore fisico: Stan Kellers
- Preparatore atletico: Max Benton

## Pre-season
| # | Data       | Casa                | Risultato | Trasferta           | Record | Spettatori     |
| 1 | 5 ottobre  | Cleveland Cavaliers | 87 – 72   | Charlotte Bobcats   | 1-0    | Non Annunciato |
| 2 | 7 ottobre  | Cleveland Cavaliers | 83 – 97   | Washington Wizards  | 1-1    | 19,124         |
| 3 | 10 ottobre | Houston Rockets     | 93 – 99   | Cleveland Cavaliers | 2-1    | 11,095         |
| 4 | 11 ottobre | Dallas Mavericks    | 79 – 85   | Cleveland Cavaliers | 3-1    | 16,673         |
| 5 | 14 ottobre | Cleveland Cavaliers | 106 – 80  | San Antonio Spurs   | 4-1    | 5,121          |
| 6 | 16 ottobre | Cleveland Cavaliers | 87 – 90   | CSKA Mosca          | 4-2    | 20,263         |
| 7 | 19 ottobre | Cleveland Cavaliers | 111 – 95  | Philadelphia 76ers  | 5-2    | 6,217          |
| 8 | 21 ottobre | Cleveland Cavaliers | 83 – 77   | Milwaukee Bucks     | 6-2    | 7,092          |

## Regular season

### Classifica
|    |                     | G  | V  | P  | %    | GB |
| -- | ------------------- | -- | -- | -- | ---- | -- |
| 1. | Chicago Bulls (1)   | 82 | 62 | 20 | 75,6 | -  |
| 2. | Indiana Pacers (8)  | 82 | 37 | 45 | 45,1 | 25 |
| 3. | Milwaukee Bucks     | 82 | 35 | 47 | 42,7 | 27 |
| 4. | Detroit Pistons     | 82 | 30 | 52 | 36,6 | 32 |
| 5. | Cleveland Cavaliers | 82 | 19 | 63 | 23,2 | 43 |

### Calendario
| # | Data       | Avversario        | Risultato | Miglior realizzatore | Miglior rimbalzista               | Miglior assistman  | Record |
| 1 | 27 ottobre | Boston Celtics    | 95-87     | J.J. Hickson (21)    | Anderson Varejão (10)             | Daniel Gibson (8)  | 1-0    |
| 2 | 29 ottobre | @ Toronto Raptors | 81-101    | Antawn Jamison (13)  | Jamario Moon (6) J.J. Hickson (6) | Ramon Sessions (4) | 1-1    |
| 3 | 30 ottobre | Sacramento Kings  | 104-107   | Ramon Sessions (21)  | Anderson Varejão (9)              | Daniel Gibson (7)  | 1-2    |

| #  | Data        | Avversario            | Risultato | Miglior realizzatore                     | Miglior rimbalzista                       | Miglior assistman                       | Record |
| 4  | 2 novembre  | Atlanta Hawks         | 88-100    | J.J. Hickson (31)                        | Anderson Varejão (12)                     | Anderson Varejão (3) Ramon Sessions (3) | 1-3    |
| 5  | 5 novembre  | @ Philadelphia 76ers  | 123-116   | Anderson Varejão (23)                    | Anderson Varejão (12)                     | Mo Williams (7)                         | 2-3    |
| 6  | 6 novembre  | @ Washington Wizards  | 107-102   | Mo Williams (28)                         | Anderson Varejão (11)                     | Jamario Moon (5)                        | 3-3    |
| 7  | 9 novembre  | @ New Jersey Nets     | 93-91     | J.J. Hickson (18)                        | J.J. Hickson (10)                         | Mo Williams (7)                         | 4-3    |
| 8  | 10 novembre | New Jersey Nets       | 87-95     | J.J. Hickson (15)                        | Antawn Jamison (9)                        | Daniel Gibson (5) Anthony Parker (5)    | 4-4    |
| 9  | 13 novembre | Indiana Pacers        | 85-99     | Antawn Jamison (19)                      | Antawn Jamison (9)                        | Ramon Sessions (5)                      | 4-5    |
| 10 | 16 novembre | Philadelphia 76ers    | 101-93    | Daniel Gibson (18)                       | Jamario Moon (8)                          | Daniel Gibson (8) Ramon Sessions (8)    | 5-5    |
| 11 | 19 novembre | @ New Orleans Hornets | 101-108   | Antawn Jamison (20)                      | Anderson Varejão (13)                     | Ramon Sessions (5)                      | 5-6    |
| 12 | 20 novembre | @ San Antonio Spurs   | 92-116    | Mo Williams (21)                         | Anderson Varejão (9)                      | Mo Williams (6)                         | 5-7    |
| 13 | 23 novembre | @ Indiana Pacers      | 89-100    | Daniel Gibson (15) Ramon Sessions (15)   | Antawn Jamison (10) Anderson Varejão (10) | Ramon Sessions (5)                      | 5-8    |
| 14 | 24 novembre | Milwaukee Bucks       | 83-81     | Mo Williams (25)                         | Anderson Varejão (13)                     | Ramon Sessions (5) Mo Williams (5)      | 6-8    |
| 15 | 26 novembre | @ Orlando Magic       | 100-111   | Antawn Jamison (22)                      | Antawn Jamison (7)                        | Mo Williams (8)                         | 6-9    |
| 16 | 27 novembre | Memphis Grizzlies     | 92-86     | Mo Williams (25)                         | Anderson Varejão (11)                     | Mo Williams (12)                        | 7-9    |
| 17 | 30 novembre | Boston Celtics        | 87-106    | Anderson Varejão (16) Daniel Gibson (16) | Anderson Varejão (12)                     | Mo Williams (4) Ramon Sessions (4)      | 7-10   |

| #  | Data        | Avversario               | Risultato | Miglior realizzatore | Miglior rimbalzista              | Miglior assistman  | Record |
| 18 | 2 dicembre  | Miami Heat               | 90-118    | Daniel Gibson (21)   | Anderson Varejão (8)             | Mo Williams (4)    | 7-11   |
| 19 | 4 dicembre  | @ Minnesota Timberwolves | 95-129    | Ramon Sessions (18)  | Leon Powe (6) Jawad Williams (6) | Ramon Sessions (6) | 7-12   |
| 20 | 5 dicembre  | @ Detroit Pistons        | 92-102    | Antawn Jamison (22)  | Anderson Varejão (14)            | Mo Williams (10)   | 7-13   |
| 21 | 7 dicembre  | @ Philadelphia 76ers     | 97-117    | J.J. Hickson (18)    | Anderson Varejão (8)             | Mo Williams (7)    | 7-14   |
| 22 | 8 dicembre  | Chicago Bulls            | 83-88     | Antawn Jamison (21)  | Anderson Varejão (12)            | Mo Williams (10)   | 7-15   |
| 23 | 11 dicembre | @ Houston Rockets        | 95-110    | Antawn Jamison (24)  | Anderson Varejão (8)             | Mo Williams (9)    | 7-16   |
| 24 | 12 dicembre | @ Oklahoma City Thunder  | 77-106    | Anthony Parker (12)  | Anderson Varejão (16)            | Mo Williams (4)    | 7-17   |
| 25 | 15 dicembre | @ Miami Heat             | 95-101    | Daniel Gibson (26)   | Anderson Varejão (15)            | Mo Williams (9)    | 7-18   |
| 26 | 17 dicembre | @ Indiana Pacers         | 99-108    | Mo Williams (22)     | Antawn Jamison (7)               | Mo Williams (11)   | 7-19   |
| 27 | 18 dicembre | New York Knicks          | 109-102   | Mo Williams (23)     | Anderson Varejão (17)            | Mo Williams (14)   | 8-19   |
| 28 | 20 dicembre | Utah Jazz                | 90-101    | Daniel Gibson (29)   | J.J. Hickson (9)                 | Mo Williams (10)   | 8-20   |
| 29 | 22 dicembre | @ Atlanta Hawks          | 84-98     | Antawn Jamison (23)  | Anderson Varejão (13)            | Mo Williams (11)   | 8-21   |
| 30 | 26 dicembre | Minnesota Timberwolves   | 97-98     | Antawn Jamison (24)  | Anderson Varejão (12)            | Mo Williams (11)   | 8-22   |
| 31 | 28 dicembre | Orlando Magic            | 95-110    | Antawn Jamison (21)  | Anderson Varejão (9)             | Mo Williams (8)    | 8-23   |
| 32 | 29 dicembre | @ Charlotte Bobcats      | 92-101    | Ramon Sessions (22)  | Anderson Varejão (10)            | Anthony Parker (6) | 8-24   |

| #  | Data       | Avversario              | Risultato | Miglior realizzatore                    | Miglior rimbalzista                 | Miglior assistman                    | Record |
| 33 | 1º gennaio | @ Chicago Bulls         | 91-100    | J.J. Hickson (21)                       | Antawn Jamison (9)                  | Anthony Parker (8)                   | 8-25   |
| 34 | 2 gennaio  | Dallas Mavericks        | 95-104    | Antawn Jamison (35)                     | Antawn Jamison (10)                 | Ramon Sessions (12)                  | 8-26   |
| 35 | 5 gennaio  | Toronto Raptors         | 105-120   | Antawn Jamison (32)                     | Anderson Varejão (8)                | Mo Williams (9)                      | 8-27   |
| 36 | 7 gennaio  | @ Golden State Warriors | 98-116    | Antawn Jamison (21)                     | Manny Harris (10)                   | Mo Williams (7)                      | 8-28   |
| 37 | 9 gennaio  | @ Phoenix Suns          | 100-108   | Manny Harris (27)                       | J.J. Hickson (17)                   | Mo Williams (12)                     | 8-29   |
| 38 | 11 gennaio | @ Los Angeles Lakers    | 57-112    | Alonzo Gee (12)                         | Alonzo Gee (8) Antawn Jamison (8)   | Ramon Sessions (4)                   | 8-30   |
| 39 | 14 gennaio | @ Utah Jazz             | 99-121    | Antawn Jamison (26)                     | J.J. Hickson (14)                   | Mo Williams (10)                     | 8-31   |
| 40 | 15 gennaio | @ Denver Nuggets        | 99-127    | Ramon Sessions (21)                     | J.J. Hickson (9)                    | Ramon Sessions (9)                   | 8-32   |
| 41 | 19 gennaio | Phoenix Suns            | 98-106    | Antawn Jamison (23)                     | J.J. Hickson (15)                   | Ramon Sessions (8)                   | 8-33   |
| 42 | 21 gennaio | Milwaukee Bucks         | 88-102    | Antawn Jamison (22) Ramon Sessions (22) | Samardo Samuels (6)                 | Daniel Gibson (8)                    | 8-34   |
| 43 | 22 gennaio | @ Chicago Bulls         | 79-92     | Antawn Jamison (31)                     | J.J. Hickson (20)                   | Antawn Jamison (5) Daniel Gibson (5) | 8-35   |
| 44 | 24 gennaio | @ New Jersey Nets       | 101-103   | Antawn Jamison (26)                     | Antawn Jamison (8) J.J. Hickson (8) | Ramon Sessions (6)                   | 8-36   |
| 45 | 25 gennaio | @ Boston Celtics        | 95-112    | Christian Eyenga (15)                   | J.J. Hickson (17)                   | Ramon Sessions (7)                   | 8-37   |
| 46 | 28 gennaio | Denver Nuggets          | 103-117   | J.J. Hickson (24)                       | J.J. Hickson (14)                   | Ramon Sessions (13)                  | 8-38   |
| 47 | 30 gennaio | @ Orlando Magic         | 87-103    | Manny Harris (20)                       | J.J. Hickson (11)                   | Anthony Parker (6)                   | 8-39   |
| 48 | 31 gennaio | @ Miami Heat            | 90-117    | Antawn Jamison (21)                     | Antawn Jamison (10)                 | Ramon Sessions (7)                   | 8-40   |

| #  | Data        | Avversario             | Risultato | Miglior realizzatore | Miglior rimbalzista                                      | Miglior assistman                                       | Record |
| 49 | 2 febbraio  | Indiana Pacers         | 112-117   | Ramon Sessions (25)  | Manny Harris (8)                                         | Ramon Sessions (9)                                      | 8-41   |
| 50 | 4 febbraio  | @ Memphis Grizzlies    | 105-112   | J.J. Hickson (31)    | J.J. Hickson (15)                                        | Ramon Sessions (11)                                     | 8-42   |
| 51 | 5 febbraio  | Portland Trail Blazers | 105-111   | Antawn Jamison (17)  | Christian Eyenga (6) J.J. Hickson (6) Ramon Sessions (6) | Daniel Gibson (9)                                       | 8-43   |
| 52 | 7 febbraio  | @ Dallas Mavericks     | 96-99     | J.J. Hickson (26)    | J.J. Hickson (12)                                        | Ramon Sessions (13)                                     | 8-44   |
| 53 | 9 febbraio  | Detroit Pistons        | 94-103    | Antawn Jamison (22)  | J.J. Hickson (15)                                        | Ramon Sessions (12)                                     | 8-45   |
| 54 | 11 febbraio | Los Angeles Clippers   | 126-119   | Antawn Jamison (35)  | J.J. Hickson (14)                                        | Mo Williams (14)                                        | 9-45   |
| 55 | 13 febbraio | Washington Wizards     | 100-115   | Antawn Jamison (21)  | J.J. Hickson (13)                                        | Mo Williams (8)                                         | 9-46   |
| 56 | 16 febbraio | Los Angeles Lakers     | 104-99    | Ramon Sessions (32)  | J.J. Hickson (15)                                        | Anthony Parker (9)                                      | 10-46  |
| 57 | 23 febbraio | Houston Rockets        | 119-124   | Antawn Jamison (26)  | Manny Harris (9)                                         | Ramon Sessions (12)                                     | 10-47  |
| 58 | 25 febbraio | New York Knicks        | 115-109   | Antawn Jamison (28)  | J.J. Hickson (15)                                        | Anthony Parker (4) Ramon Sessions (4) Daniel Gibson (4) | 11-47  |
| 59 | 27 febbraio | Philadelphia 76ers     | 91-95     | J.J. Hickson (22)    | J.J. Hickson (16)                                        | Ramon Sessions (10)                                     | 11-48  |

| #  | Data     | Avversario               | Risultato | Miglior realizzatore | Miglior rimbalzista                                  | Miglior assistman                    | Record |
| 60 | 2 marzo  | San Antonio Spurs        | 99-109    | Samardo Samuels (23) | Samardo Samuels (10)                                 | Ramon Sessions (7)                   | 11-49  |
| 61 | 4 marzo  | @ New York Knicks        | 119-115   | J.J. Hickson (23)    | J.J. Hickson (8)                                     | Anthony Parker (7)                   | 12-49  |
| 62 | 6 marzo  | New Orleans Hornets      | 81-96     | Baron Davis (17)     | J.J. Hickson (10)                                    | Baron Davis (6)                      | 12-50  |
| 63 | 8 marzo  | Golden State Warriors    | 85-95     | Baron Davis (19)     | Samardo Samuels (9)                                  | Baron Davis (6)                      | 12-51  |
| 64 | 9 marzo  | @ Milwaukee Bucks        | 90-110    | Samardo Samuels (15) | J.J. Hickson (8)                                     | Daniel Gibson (7)                    | 12-52  |
| 65 | 13 marzo | Oklahoma Thunder         | 75-95     | Daniel Gibson (13)   | J.J. Hickson (15)                                    | Ramon Sessions (5)                   | 12-53  |
| 66 | 16 marzo | @ Sacramento Kings       | 97-93     | Ramon Sessions (20)  | Luke Harangody (8) J.J. Hickson (8)                  | Ramon Sessions (6)                   | 13-53  |
| 67 | 17 marzo | @ Portland Trail Blazers | 70-111    | Ramon Sessions (14)  | J.J. Hickson (7)                                     | Manny Harris (3)                     | 13-54  |
| 68 | 19 marzo | @ Los Angeles Clippers   | 92-100    | J.J. Hickson (28)    | J.J. Hickson (9)                                     | Ramon Sessions (7)                   | 13-55  |
| 69 | 21 marzo | Orlando Magic            | 86-97     | J.J. Hickson (18)    | J.J. Hickson (6) Ryan Hollins (6) Ramon Sessions (6) | Daniel Gibson (6) Ramon Sessions (6) | 13-56  |
| 70 | 23 marzo | New Jersey Nets          | 94-98     | Ramon Sessions (21)  | J.J. Hickson (17)                                    | anthony Parker (4)                   | 13-57  |
| 71 | 25 marzo | Detroit Pistons          | 97-91     | J.J. Hickson (24)    | J.J. Hickson (15)                                    | Anthony Parker (7)                   | 14-57  |
| 72 | 27 marzo | Atlanta Hawks            | 83-99     | Baron Davis (19)     | J.J. Hickson (13)                                    | Baron Davis (7)                      | 14-58  |
| 73 | 29 marzo | Miami Heat               | 102-90    | J.J. Hickson (21)    | J.J. Hickson (12)                                    | Baron Davis (7)                      | 15-58  |
| 74 | 30 marzo | @ Charlotte Bobcats      | 97-98     | Ramon Sessions (24)  | J.J. Hickson (7)                                     | Baron Davis (6)                      | 15-59  |

| #  | Data      | Avversario           | Risultato | Miglior realizzatore | Miglior rimbalzista                   | Miglior assistman                                    | Record |
| 75 | 1º aprile | @ Washington Wizards | 107-115   | Ramon Sessions (26)  | J.J. Hickson (10)                     | Baron Davis (11)                                     | 15-60  |
| 76 | 3 aprile  | @ New York Knicks    | 107-123   | J.J. Hickson (23)    | Samardo Samuels (9)                   | Ramon Sessions (8)                                   | 15-61  |
| 77 | 5 aprile  | Charlotte Bobcats    | 99-89     | Ramon Sessions (18)  | J.J. Hickson (19)                     | Anthony Parker (5) Baron Davis (5) Daniel Gibson (5) | 16-61  |
| 78 | 6 aprile  | @ Toronto Raptors    | 104-96    | J.J. Hickson (28)    | J.J. Hickson (10) Luke Harangody (10) | Baron Davis (12)                                     | 17-61  |
| 79 | 8 aprile  | Chicago Bulls        | 82-93     | J.J. Hickson (22)    | J.J. Hickson (15)                     | Baron Davis (6)                                      | 17-62  |
| 80 | 9 aprile  | @ Milwaukee Bucks    | 101-108   | Baron Davis (19)     | J.J. Hickson (12)                     | Baron Davis (6)                                      | 17-63  |
| 81 | 11 aprile | @ Detroit Pistons    | 110-101   | J.J. Hickson (20)    | J.J. Hickson (11)                     | Ramon Sessions (9)                                   | 18-63  |
| 82 | 13 aprile | @ Washington Wizards | 100-93    | Ramon Sessions (27)  | J.J. Hickson (13)                     | Manny Harris (5)                                     | 19-63  |

## Playoff
Il 15 marzo 2011, con la vittoria degli Indiana Pacers sui New York Knicks, i Cavaliers perdono matematicamente la possibilità di qualificarsi ai Playoffs 2011.

## Premi, record e traguardi raggiunti

### Premi

#### All-Star
- Daniel Gibson - NBA Three-point Shootout

### Record

#### Giocatori
- Baron Davis ha raggiunto i 5,890 assist in carriera diventando il 31º giocatore con più assist nella NBA.
- Baron Davis ha raggiunto le 1,496 palle rubate in carriera diventando il 37º giocatore con più palle rubate nella NBA.

#### Squadra
- L'11 gennaio, i Cavaliers stabiliscono il proprio record negativo per minor punti in una partita (57) e maggior distacco (-55) nella sconfitta contro i Los Angeles Lakers.
- Il 15 gennaio, i Cavaliers stabiliscono il proprio record negativo per maggior punti subiti in un tempo (80) contro i Denver Nuggets.
- I Cavaliers perdono per la prima volta nella loro storia tutte le partite in programma in un mese (18 nel mese di gennaio).
- Il 9 febbraio, i Cavaliers stabiliscono il record negativo di tutta l'NBA per il maggior numero di sconfitte consecutive (26 partite) che fermeranno l'11 febbraio con la vittoria sui Los Angeles Clippers.
- Il 4 marzo, i Cavaliers fermano il proprio record negativo di 26 sconfitte consecutive in trasferta con la vittoria contro i New York Knicks.

### Traguardi raggiunti

#### Giocatori
- Baron Davis ha raggiunto le 800 partite in carriera.
- Semih Erden ha giocato la sua prima stagione in NBA.
- Christian Eyenga ha giocato la sua prima stagione in NBA.
- Alonzo Gee ha raggiunto i 1 000 minuti giocati.
- Daniel Gibson ha raggiunto le 300 partite in carriera, i 7 000 minuti giocati, i 2 000 tiri tentati, i 1 000 tiri da 3 tentati e i 2 000 punti realizzati.
- Joey Graham ha raggiunto i 6 000 minuti giocati.
- Luke Harangody ha giocato la sua prima stagione in NBA.
- Manny Harris ha giocato la sua prima stagione in NBA.
- J.J. Hickson ha raggiunto le 400 partite in carriera, i 1 000 tiri tentati, i 1 000 rimbalzi e i 2 000 punti realizzati.
- Ryan Hollins ha raggiunto i 3 000 minuti giocati e i 1 000 punti realizzati.
- Antawn Jamison ha raggiunto le 900 partite in carriera, i 33 000 minuti giocati, i 15 000 tiri tentati, i 5 000 rimbalzi difensivi, i 7 000 rimbalzi e i 18 000 punti realizzati.
- Jamario Moon ha raggiunto i 6 000 minuti giocati.
- Anthony Parker ha raggiunto le 400 partite in carriera, i 12 000 minuti giocati, i 3 000 tiri tentati, i 1 000 assist e i 4 000 punti realizzati.
- Leon Powe ha raggiunto i 3 000 minuti giocati.
- Samardo Samuels ha giocato la sua prima stagione in NBA.
- Ramon Sessions ha raggiunto le 200 partite in carriera, i 6 000 minuti giocati, i 1 000 tiri realizzati, i 2 000 tiri tentati, i 1 000 tiri liberi tentati, i 1 000 assist e i 2 000 punti realizzati.
- Anderson Varejão ha raggiunto le 400 partite in carriera e i 10 000 minuti giocati.
- Jawad Williams ha raggiunto i 1 000 minuti giocati.
- Mo Williams ha raggiunto le 500 partite in carriera, i 15 000 minuti giocati, i 6 000 tiri tentati, i 1 000 tiri liberi realizzati e i 7 000 punti realizzati.

#### Squadra
- Il 2 novembre, i Cavaliers raggiungono le 3 400 partite giocate tra stagione regolare e playoffs nel match contro gli Atlanta Hawks.
- L'8 novembre, i Cavaliers raggiungono le 3 300 partite giocate solo in stagione regolare nel match contro i Dallas Mavericks.
- L'11 febbraio, i Cavaliers raggiungono le 1 600 vittorie raggiunte tra stagione regolare e playoffs nel match contro i Los Angeles Clippers.